# ダーク・フェアリー
『ダーク・フェアリー』（原題: Don't Be Afraid of the Dark）は、2011年のアメリカ合衆国のホラー映画である。脚本はギレルモ・デル・トロとマシュー・ロビンス、監督は漫画家のトロイ・ニクシーである。1973年のABCのテレビ映画『地下室の魔物』のリメイク版である。

## あらすじ
アレックス・ハーストは妻と離婚した後、新しい恋人のキムとともに郊外の古い屋敷の修復作業を終え、
一緒に暮らすことになったアレックスの娘サリーは、引っ越して早々謎の声に導かれ、屋敷の地下室を発見し、その扉を開けてしまった。

## キャスト
| 役名           | 俳優                   | 日本語吹替 |
| -------------- | ---------------------- | ---------- |
| サリー         | ベイリー・マディソン   | 山口愛     |
| キム           | ケイティ・ホームズ     | 坪井木の実 |
| アレックス     | ガイ・ピアース         | 森川智之   |
| ハリス         | ジャック・トンプソン   | 宝亀克寿   |
| アンダーヒル   | ジュリア・ブレイク     | 宮沢きよこ |
| ブラックウッド | ギャリー・マクドナルド | 西川幾雄   |

## 製作
デル・トロはトロイ・ニクシーの短編『Latchkey's Lament』を観て彼を監督に選んだ。映画に出てくる生物のデザインは、ニクシーがモールラットの絵からインスピレーションを得て描いた。